# Moyenne Garde
 (mars 2024).
Si vous disposez d'ouvrages ou d'articles de référence ou si vous connaissez des sites web de qualité traitant du thème abordé ici, merci de compléter l'article en donnant les références utiles à sa vérifiabilité et en les liant à la section « Notes et références ».
La Moyenne Garde impériale est une unité d'élite de l'armée française (Grande Armée) durant les guerres napoléoniennes. Cette unité est surnommée « Les Aigles » par l'Empereur Napoléon Ier. La Moyenne Garde impériale est fondée par Napoléon en 1806 par la division de la Vieille Garde en deux. Les membres proviennent de la Vieille Garde ou de la Jeune Garde. Elle est utilisée en réserve, comme carte-clef de la bataille (comme la Vieille Garde). Ce sont de robustes grenadiers d'élite qui sont résistant aux sapes de moral. Elle est dissoute avec l'abdication de Napoléon en 1814.
Le rôle de la Moyenne Garde est similaire au rôle principal de la garde en général. La garde doit assurer la protection personnelle de L'empereur et de sa famille mais elle est aussi utilisée comme Corps d'armée de réserve et de combat. Ils ont été recrutés parmi les meilleurs conscrits et vétérans. Être dans la garde est honorable et ils sont fidèles à l'empereur. 
Ils servaient de réserve stratégique et de protection personnelle de L'empereur.
En 1810, la garde impériale fut officiellement divisée en 3 groupes avec l'apparition de la Jeune Garde : Jeune Garde, Moyenne Garde et Vieille Garde. 

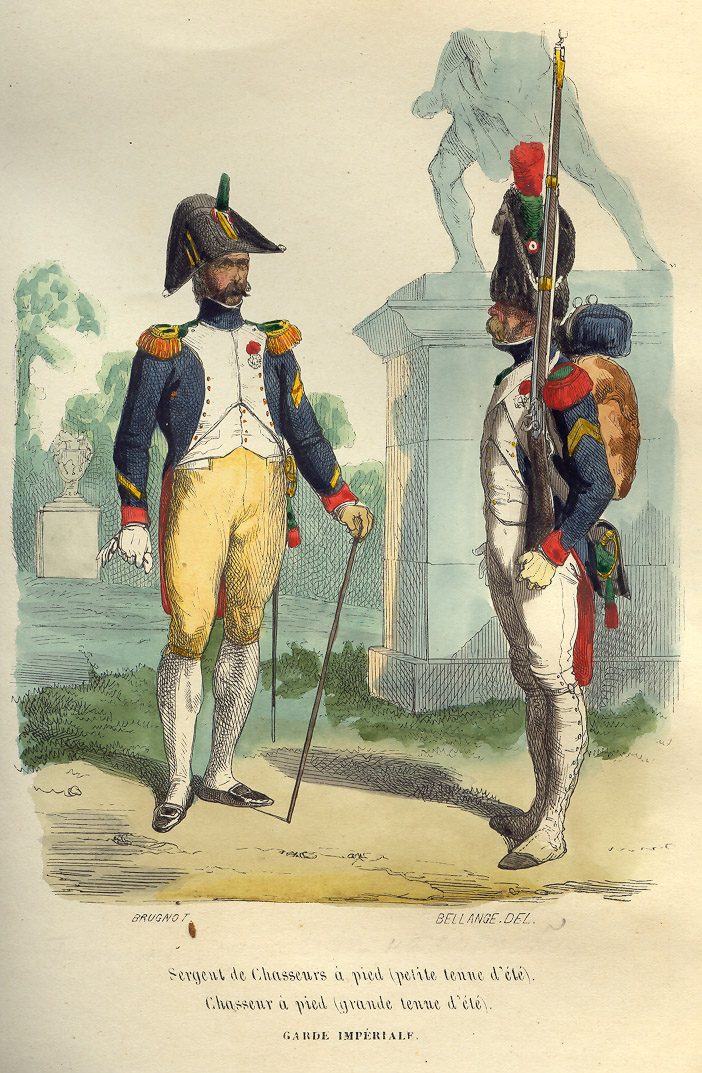
Chasseurs de la Moyenne Garde impériale.

## Condition d'entrée
- Grande taille, plus grande que l'Empereur: 1,76 mètres pour les grenadiers et 1,73 mètres pour les chasseurs[réf. nécessaire][1].
- Au moins 10 ans de service dans la Garde impériale[réf. nécessaire][1].
- Être Fusiliers de la Jeune Garde ou conscrit dans la Vieille Garde[réf. nécessaire][1].
- Doit être robuste.
- Avoir une bonne conduite au sein de l'armée.
- Bravoure.
- Avoir une carrière glorieuse.
- Avoir une bonne moralité.
- Avoir un comportement irréprochable.
- Savoir lire et écrire[réf. nécessaire].

## Anecdote
Le maréchal Lannes fut l'un des premiers commandants de la Garde. Il avait peu d'éducation mais avait une bonne maîtrise et compétences. En 1792 il est fait sergent major du bataillon volontaire de Gers puis est devenu chef de bataillon. Il fut promu Maréchal en 1804, il négligea cependant la discipline. Il meurt à la bataille Aspern-Essling.
Le maréchal Jean-Baptiste Bessières fut le commandant de la cavalerie de la Garde. Son courage, son honnêteté, ses discours étaient respectés et adorés. Malheureusement il est décédé en 1813 par un Russe.
La Moyenne Garde fut détruite à cause de la désastreuse campagne de Russie et reconstruire après.
En 1813, environ 250 bataillons sont envoyés en Espagne. En 1814, Les Fusiliers deviennent la Vielle Garde.

## Composition
Elle est constituée de plusieurs régiments à pied :
- Régiment Fusiliers-grenadiers.
- Régiment Fusiliers-chasseurs.
- Bataillon des Velites de Florence (1809).
- Bataillon des Velites de Turin (1810).
- 3e Régiment de Grenadiers Hollandais (1811).
- Bataillon des Grenadiers Polonais (1813).
- Affiliés:
- [Saxon] Bataillon des Grenadiers Leibgarde (1813).
- Bataillon de Garde Fusiliers Westphalien (1813).

Dissolution de la Moyenne Garde en 1814.
La Moyenne Garde est seulement composée d'infanterie à pied.